# マルコフ＝角谷の不動点定理
数学において、マルコフ＝角谷の不動点定理（マルコフ＝かくたにのふどうてんていり、英: Markov-Kakutani fixed-point theorem）は、アンドレー・マルコフ Jr.と角谷静夫の名にちなむ、局所凸位相ベクトル空間のコンパクト凸部分集合の連続な自己アフィン写像の可換族は共通の不動点を持つ、という定理である。

## 内容
E を局所凸位相ベクトル空間とする。C を E のコンパクト凸部分集合とする。S を C の連続な自己アフィン写像 T の可換族とする（[0,1] 内の t と C 内の x, y に対して T(tx +(1 – t)y) = tT(x) + (1 – t)T(y) が成り立つ）。このとき、それらの写像は C 内に共通の不動点を持つ。

## 単一の自己アフィン写像に対する定理
T を C の連続な自己アフィン写像とする。
C の元 x に対して、C の別の元を次で定める。
{\displaystyle x(N)={1 \over N+1}\sum _{n=0}^{N}T^{n}(x).}
C はコンパクトなので、C 内に次の収束サブネットが存在する：
{\displaystyle x(N_{i})\rightarrow y.\,}
y が不動点であることを証明するためには、E の双対空間のすべての元 f に対して f(Ty) = f(y) が成立することを示せば十分である。C はコンパクトなので、|f| は C 上である正定数 M によって有界となる。一方、
{\displaystyle |f(Tx(N))-f(x(N))|={1 \over N+1}|f(T^{N+1}x)-f(x)|\leq {2M \over N+1}}
が成り立つ。N = Ni とし、i を無限大にした極限を取ることで、次が成り立つ。
{\displaystyle f(Ty)=f(y).\,}
したがって、
{\displaystyle Ty=y.\,}

## 定理の証明
単一のアフィン写像 T の不動点の集合は、上述の結果より、空でないコンパクト凸集合 CT となる。族 S 内の他の写像は T と可換であるため、それらに対して CT は不変である。単一の写像に対する結果を逐次的に適用することにより、S の任意の有限部分集合には、T を部分集合について変化させた時のコンパクト凸集合 CT の共通部分として与えられる空でない不動点の集合が含まれることが分かる。C のコンパクト性より、集合
{\displaystyle C^{S}=\{y\in C|Ty=y,\,T\in S\}=\bigcap _{T\in S}C^{T}\,}
は空でない（さらにコンパクトかつ凸である）ことが従う。